# 40 (число)
40 (со́рок) — натуральне число між 39 і 41.

## Назва
Слово «сорок» є східнослов'янською лексемою (д.-рус. сорокъ, біл. сорак, рос. сорок), невідомою в інших слов'янських мовах (ст.-пол. sorok, «в'язка з 40 шкурок» вважається запозиченням з древньоруської). Це слово не має загальновизнаної етимології. Поширене тлумачення полягає в перенесенні назви з давнього значення «мішок на 40 соболиних або куницевих шкурок», у цьому разі «сорок» є родичем слів «сорочка», староцерк.-слов. срачица (< прасл. *sorky, *sorčica). Аналогічне утворення існує у данській: слово snes («двадцять», синонім tyve) походить від дав.-сканд. sneis («прут», «різка»), бо первісно так називали кількість настромлених на такий прут риб. Окрім того, відоме інше давньоскандинавське слово serkr, що означає «сорочка», а також «200 шкур».
Інші версії пов'язують сорок з грец. (τε)σαρράκοντα («сорок»), припускають запозичення з тюркських мов (пор. тур. kirk, каз. қырық — «сорок», чув. херĕх) з дисиміляцією k-k у s-k. У цьому разі східнопраслов'янську форму відновлюють як *sъrkъ.
Слово чотирде́сять, зафіксоване в «Словарі Грінченка», походить прасл. *četyre desęte («чотири десятки»). Ця лексема вживається для позначення числа «40» в більшості слов'янських мов, а у східнослов'янських витіснене словом «сорок» (пол. czterdzieści, чеськ. čtyřicet, староцерк.-слов. четыри десѧти, церк.-слов. четыредесѧть, болг. четиридесет, мак. четириесет, серб. четрдесет/četrdeset, словен. štírideset).

## Одиниця лічби
Со́рок — давньоруська одиниця лічби, що відповідає чотирьом десяткам, первісно означало «набір, в'язка хутра з чотирьох десятків однорідних шкурок».
У Русі існувала лічба «сороковицями», пов'язана з лічбою на пальцях. Лік вели за суглобами пальців (переходи між фалангами), яких було всього 8. Якщо число перевищувало 8, то при досягненні 8 людина, що рахує, загинає один палець на протилежній руці. По досягненні числа 40 всі пальці руки, яка фіксує повні осьмушки, виявлялися стиснутими в кулак. Сліди пальцевої «лічби сороками» збереглися в народних забобонах.

## Математика
- 240  = 1099511627776
- 40 є четвертим октагональним числом
- 40 є четвертим пентагональним пірамідальним числом
- 40 є півдосконалим числом
- 40 є числом Нівена
- 40 це Складене число
- Сума цифр числа 40 — 4
- Добуток цифр числа 40 — 0
- 40 ділиться на 1, 2, 4, 5, 8, 10, 20.

## Наука
- На відмітці «мінус сорок» збігаються градусні шкали Цельсія і Фаренгейта (тобто, −40 °F = −40 °C).
- 40 — атомний номер цирконію.
- Вагітність у людини триває близько 40 тижнів
- NGC 40 — планетарна туманність типу PN у сузір'ї Цефей.

## У релігіях

### Християнство
- Сороковини — сороковий день після чиєї-небудь смерті, поминки в цей день
- Сороковуст (сорокоуст) — молитви по покійникові, які читаються протягом сорока днів після смерті[8].
- «Сорок сороков» — поширений фразеологізм, що означає сукупність московських соборів[9], численність церков у старій Москві[10]. Часто його хибно розуміють як добуток 40×40 (тобто 1600), але в Москві ніколи не було такої кількості храмів. Припускають, що слово соро́к означало церковно-адміністративну одиницю, аналог сучасного благочиння[9].

## У культурі
- «Сім-сорок» — традиційна клезмерська танцювальна мелодія
- Слово «карантин» походить від фр. quarantaine («близько сорока», «сорок штук», «чотири десятки»). Назва пов'язана з тим, що ізоляція під час захворювань первісно тривала сорок днів[11].
- Існує зворот «наговорити (наплести) сорок бочок арештантів» (те ж саме, що й «наговорити сім мішків гречаної вовни»)[7].

## Дати
- 40-й день року це 9 лютого
- 40 рік до н. е.
- 40 рік
- 1840 рік
- 1940 рік
- 2040 рік

## Інші галузі
ASCII-код символу "("